# كيمياء فلكية

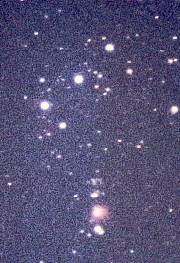
حزام الجبار في سديم الجبار ، وفيه تنشأ نجوما جديدة من عناصر كيميائية متناثرة في الفضاء.

الكيمياء الفلكيه هي دراسة العناصر الكيميائية الموجودة في الفضاء الخارجي وتشكيلها والتفاعلات بينها. وتشير الكيمياء الفلكية إلى دراسة كيمياء كلا النظام الشمسي والوسط بين-النجمي. والعلم الذي يدرس كيمياء أجرام النظام الشمسي (مثل المذنبات والنيازك) يُسمى الكيمياء الكونية. بينما الذي يدرس تفاعلات الذرات والجزيئات في الوسط بين النجمي يدعى الفيزياء الفلكية الجزيئية. لسنوات عديدة كان الفلكيون على معرفة ضئيلة عن تركيب الوسط بين النجمي، فعلم الفلك البصري لم يُظهر إلا النجوم والمجرات والسدم، بينما كان الوسط بين النجمي يظهر مظلماً تماماً، كأنه لا يوجد شيء فيه. لكن مع ظهور علم الفلك الراديوي في الخمسينيات والستينيات جاءت اكتشافات مذهلة. فقد أظهرت الأرصاد خطوطاً طيفية للهيدروجين ذات طول موجة يبلغ 23 سنتيمتراً، والتي تدل على وجود كميات كبيرة من الهيدروجين في الوسط
بين النجمي. وقد اكتشفت العديد من العناصر الأخرى في الو البالنن نجمي بعد اكتشاف الهيدروجين ولكن بنسب قليلة نادرة. والتركيب الكيميائي والذري في السحب الجزيئية يلعب دورا أساسيا في تكوين النجوم والكواكب وتطورها لأن النجوم والأنظمة الكوكبية تولد من هذه السحب.

## المطيافية

انكسار الضوء الذي يُستخدم في المطيافية، والتي لها أهمية كبيرة في الكيمياء الفلكية، فكل طيف يختص بعنصر كيميائي أو مركب معين.

أحد الأجزاء الهامة من الكيمياء الفلكية هو المطيافية، حيث تستخدم التلسكوبات لقياس امتصاص وابتعاث الضوء من الذرات والجزيئات في أماكن مختلفة. وبمقارنة الأرصاد الفلكية مع قياسات المختبر يُمكن للعلماء معرفة التركيب الكيميائي وحرارة الأجرام السماوية والوسط بين النجمي. وهذا مُمكن بسبب أن كلاًّ من الأيونات والذرات والجزيئات تملك أطيافاً مميّزة. أو بالأحرى «بصمة طيفية»، فعندما ينكسر ضوء جرم إلى الألوان المكوّنة له يتكون شيء شبيه بقوس قزح. وهذا يسمى بـ«الطيف»، تمتص مواد مختلفة الضوء بأطوال موجيّة مختلفة، وحين يُوجّه الضوء على هذه المواد تظهر خطوط مظلمة (تسمى «خطوط الامتصاص») حيث المادة امتصت بعض الأطوال الموجية ممّا يجعل طيف الجرم غير كامل. وكل عنصر أو مركب يملك شكلاً طيفياً خاصاً، وبتحليل البصمة الطيفية الكاملة لجرم ما يُمكن للفلكيين أن يحددوا ممّ يتركّب.

## نشأة العناصر الكيميائية

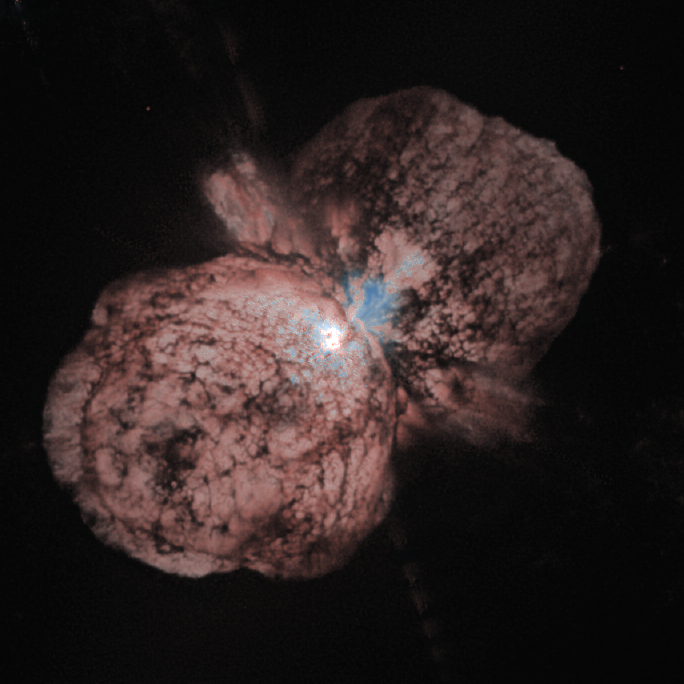
تنشأ في النجوم الكبيرة عناصرا ثقيلة مثل الحديد عند تقدمها في العمر، ثم تنفجر في هيئة مستعر أعظم فتنشأ العناصر الأثقل فالأثقل. هنا مستعر إيتا القاعدة.

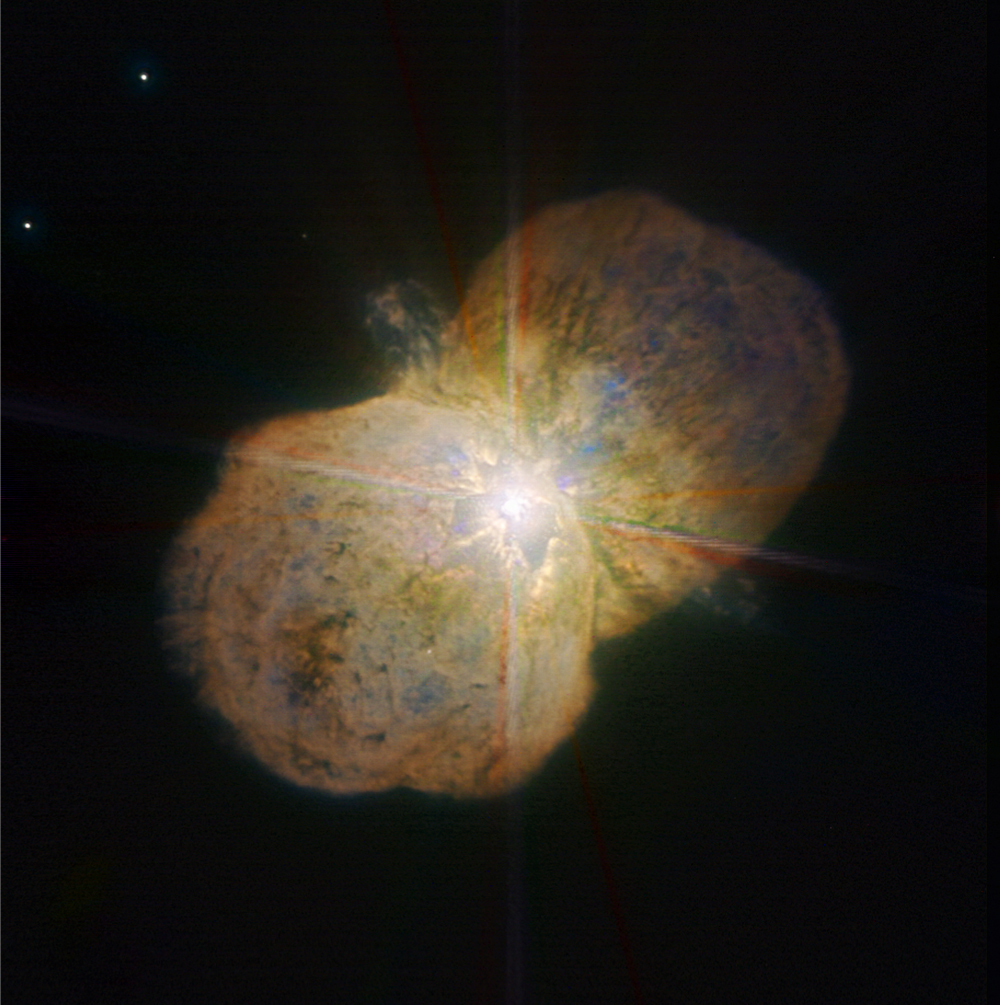
إيتا كارينا (إيتا القاعدة) العملاق المتغير، صورة للأشعة تحت الحمراء بواسطة التلسكوب العظيم الموجود في شيلي، الصورة معارة من إيسا. حدث الانفجار قبل نحو 130 عام.

توصف نشأة الأنوية الذرية والعناصر الكيميائية بالتفصيل في مقالة «تخليق نووي». وبناء عليها نشأ غازي الهيدروجين والهيليوم بعد الانفجار العظيم مباشرة. أما باقي العناصر ذات كتل ذرية أثقل من الهيدروجين والهيليوم فقد نشأت «طـُبخت» في قلب النجوم حيث الحرارة العالية التي تفوق 14 مليون درجة مئوية وأحيانا تصل إلى مليار درجة مئوية بحسب كتلة النجم. في النجوم تتكون العناصر الأثقل من الهيدروجين والهيليوم عن طريق اندماجها النووي وتتكون العناصر منها الليثيوم (العدد الذري 3) والكربون (العدد الذري 6) والنيتروجين (وعدده الذري 7) والأكسجين (عدده الذري 8) والصوديوم (العدد الذري 11) وهكذا حتى الحديد وعدده الذري 26. أما العناصر الأثقل من ذلك فهي تتكون خلال انفجار النجوم فيما يسمى مستعرات عظمى.
عندما تقترب نهاية عمر نجم كبير تنفجر وتبعثر كميات هائلة من العناصر الثقيلة في الفضاء. وقد حدث مثلا انفجار المستعر الأعظم SN 2006gy - وتبلغ كتلته نحو 150 كتلة شمسية - في المجرة NGC 1260، نتج عنه نحو 20 كتلة شمسية من النيكل. ومن حسن الحظ أن هذا الانفجار حدث بعيدا عنا، فهو يبعد عنا نحو 240 مليون سنة ضوئية. وإذا حدث مثل هذا الانفجار في نجم قريب نسبيا منا مثل إيتا كارينا وقد حدث فيه انفجار ابتدائي بالفعل منذ نحو 130 سنة، وهو يبعد عنا نحو 7500 سنة ضوئية لكان ضوءه واضحا في عز النهار، وقد يكون لها تأثير مميت على الأرض.
تفسير وجود كل العناصر على الأرض وفي الشمس والمجموعة الشمسية بصفة عامة هو أنها نشأت على أشلاء مستعر أعظم أو مستعرات عظيمة لجيل النجوم الأول أو الثاني بعد الانفجار العظيم. فيقدر عمر المجموعة الشمسية بنحو 4.5 مليار سنة حتى الآن، وحدث الانفجار العظيم منذ نحو 14.7 مليار سنة، أي أن المجموعة الشمسية تكون بذلك من ضمن الجيل الثاني أو الثالث للنجوم بعد أول نجوم تكونت بعد الانفجار العظيم.

## نسب العناصر على الأرض

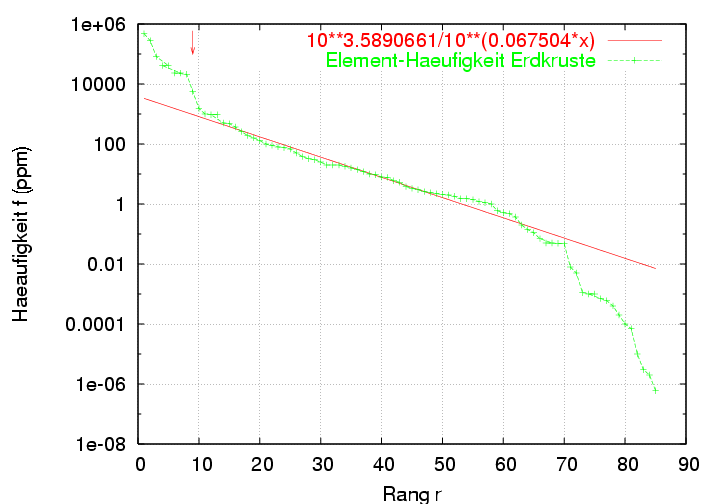
نسب العناصر على الأرض : المحور الأفقي يمثل العدد الذري والمحور الرأسي بجزء واحد في المليون ppm.

تختلف نسب العناصر على الأرض عن تلك التي نجدها في النيازك أو في عن مكونات العناصر الموجودة في الكواكب البعيدة أو في الكون بصفة عامة. فإذا نظرنا إلى القشرة الأرضية نجدها غنية بعناصر مرتبطة بالأكسجين وتبلغ نسبتها الوزنية نحو 49 % . يأتي بعدها السيليكون (Si, %25,7), والألمونيوم (Al %7,5) والحديد (Fe %4,7), والكالسيوم (Ca %3,4), والصوديوم (Na 2,6 %), والبوتاسيوم (K %2,4), والمغنسيوم (Mg %1,9), والهيدروجين (H %0,9) والتيتان (Ti %0,6). وأما باقي العناصر فهي لا تشكل سوي 2و0 % من مادة الأرض.
وإدا نظرنا إلى الكرة الأرضية ككل بما فيها قلبها الثقيل لوجدنا توزيع آخر للعناصر. فمعظم العناصر الموجودة في الأرض ككل هو الحديد (Fe, 35 %) والأكسجين (30 %)، والسيليكون (15 %) والمغنسيوم (13 %)، ويأتي بعدها النيكل، الكبريت، الكالسيوم، الألمونيوم والآخرون أقل من 3%.
وسبب قلة وجود الهيدروجين والهيليوم في جو الأرض هو فرارهما من جاذبية الأرض، وتسربهما إلى أعماق الفضاء. ولكنهما الغازان الذي تتكون منها الشمس، ويمدان الشمس بطاقتهما المتولدة من اندماجهما النووي.

## اقرأ أيضاً
- كيمياء كونية
- تخليق العناصر
- اندماج نووي
- أبراج التخليق
- علم كواكب خارج المجموعة الشمسية

## وصلات خارجية
- الكيمياء الفلكية